# Ủy ban Khoa học, Công nghệ và Môi trường của Quốc hội (Việt Nam)
Ủy ban Khoa học, Công nghệ và Môi trường Quốc hội là cơ quan chuyên trách của Quốc hội Việt Nam, cơ quan giám sát các lĩnh vực liên quan tới khoa học, công nghệ và môi trường sinh thái.

## Nhiệm vụ và quyền hạn
Ủy ban khoa học, công nghệ và môi trường có nhiệm vụ và quyền hạn sau:
- Thẩm tra dự án luật, dự án pháp lệnh thuộc lĩnh vực khoa học, công nghệ và bảo vệ môi trường sinh thái và các dự án khác do Quốc hội, Ủy ban Thường vụ Quốc hội giao;
- Giám sát việc thực hiện luật, nghị quyết của Quốc hội, pháp lệnh, nghị quyết của Ủy ban Thường vụ Quốc hội thuộc lĩnh vực khoa học, công nghệ và bảo vệ môi trường sinh thái; giám sát hoạt động của Chính phủ, các bộ, cơ quan ngang bộ trong việc thực hiện chính sách phát triển khoa học, công nghệ và bảo vệ môi trường sinh thái trong các kế hoạch, chương trình phát triển kinh tế - xã hội của đất nước;
- Giám sát văn bản quy phạm pháp luật của Chính phủ, Thủ tướng Chính phủ, Bộ trưởng, Thủ trưởng cơ quan ngang bộ, văn bản quy phạm pháp luật liên tịch giữa các cơ quan nhà nước có thẩm quyền ở trung ương hoặc giữa cơ quan nhà nước có thẩm quyền với cơ quan trung ương của tổ chức chính trị - xã hội thuộc lĩnh vực Ủy ban phụ trách;
- Kiến nghị các vấn đề liên quan đến tổ chức, hoạt động của các cơ quan hữu quan và các vấn đề về chính sách đầu tư phát triển khoa học, công nghệ và bảo vệ môi trường sinh thái.

## Danh sách thành viên

### Khóa XV
- Chủ nhiệm:
  - Lê Quang Huy, Ủy viên Ủy ban Thường vụ Quốc hội
- Phó Chủ nhiệm:[2]
  1. Nguyễn Tuấn Anh
  2. Nguyễn Phương Tuấn
  3. Nguyễn Thị Lệ Thủy (đến 8/2024)
  4. Tạ Đình Thi [3]

### Khóa XIV
Ủy ban Khoa học, Công nghệ và Môi trường Quốc hội Việt Nam khóa 14 có 41 thành viên:
- Chủ nhiệm:
  - Phan Xuân Dũng (5/2011-4/2021), Ủy viên Ủy ban thường vụ Quốc hội [5]
  - Lê Quang Huy (từ 4/2021), Ủy viên Ủy ban Thường vụ Quốc hội
- Phó Chủ nhiệm:
  1. Nguyễn Vinh Hà - Đại biểu Quốc hội tỉnh Kon Tum
  2. Trần Văn Minh - Đại biểu Quốc hội tỉnh Quảng Ninh
  3. Lê Hồng Tịnh - Đại biểu Quốc hội tỉnh Đồng Nai
  4. Lê Quang Huy (đến 4/2021) - nguyên Phó Bí thư Tỉnh ủy Nghệ An [6]

### Khóa XIII
- Chủ nhiệm
  1. Phan Xuân Dũng - Ủy viên Ủy ban Thường vụ Quốc hội [7]
- Phó Chủ nhiệm chuyên trách
  1. Nguyễn Vinh Hà
  2. Lê Bộ Lĩnh
  3. Võ Tuấn Nhân

## Chủ nhiệm Ủy ban qua các thời kỳ
| Thứ tự | Họ tên          | Ngày sinh               | Ngày mất                | Thời gian               | Thời gian tại nhiệm | Quốc hội khóa           |
| ------ | --------------- | ----------------------- | ----------------------- | ----------------------- | ------------------- | ----------------------- |
| 1      | Bùi Thanh Khiết | (30/12/1924 - 7/1/1984) | (30/12/1924 - 7/1/1984) | (26/4/1981 - 7/1/1984)  | 2 năm, 256 ngày     | Quốc hội khóa VII       |
| 2      | Trần Đức Lương  | 5-5-1937                |                         | (7/1/1984 - 22/6/1987)  | 3 năm, 166 ngày     | Quốc hội khóa VII       |
| 3      | Nguyễn Đình Tứ  | (1/10/1932 - 28/6/1996) | (1/10/1932 - 28/6/1996) | (22/6/1987 - 8/10/1992) | 5 năm, 108 ngày     | Quốc hội khóa VIII      |
| 4      | Vũ Đình Cự      | (15/2/1936 - 7/9/2011)  | (15/2/1936 - 7/9/2011)  | (8/10/1992 - 12/8/2002) | 9 năm, 308 ngày     | Quốc hội khóa IX, X     |
| 5      | Hồ Đức Việt     | (13/8/1947 - 31/5/2013) | (13/8/1947 - 31/5/2013) | (12/8/2002 - 20/5/2007) | 4 năm, 281 ngày     | Quốc hội khóa XI        |
| 6      | Đặng Vũ Minh    | 11-9-1946               |                         | (20/5/2007 - 22/5/2011) | 4 năm, 2 ngày       | Quốc hội khóa XII       |
| 7      | Phan Xuân Dũng  | 20-5-1960               |                         | (22/5/2011 - 6/4/2021)  | 9 năm, 319 ngày     | Quốc hội khóa XIII, XIV |
| 8      | Lê Quang Huy    | 19-9-1966               |                         | 7/4/2021 - nay          | 3 năm, 352 ngày     | Quốc hội khóa XIV, XV   |